# Забелина, Наталья Николаевна
Наталья Николаевна Забелина — советский хозяйственный деятель, Герой Социалистического Труда.

## Биография
Родилась в 1918 году в Москве. Член КПСС с 1945 года.
Окончила двухгодичную школу фабрично-заводского обучения.
В 1936—1947 — линотипист, в 1947—1970 — мастер наборного цеха типографии газеты «Правда».
Указом Президиума Верховного Совета СССР от 4 мая 1962 года присвоено звание Героя Социалистического Труда с вручением ордена Ленина и золотой медали «Серп и Молот».
Депутат Верховного Совета РСФСР 6-го созыва. Делегат XXIII съезда КПСС.
С 1970 года — персональный пенсионер союзного значения.
Умерла в 1982 году в Москве.

## Награды и звания
- Герой Социалистического Труда (04.05.1962)
- Орден Ленина (04.05.1962)
- Орден Красной Звезды (23.09.1943)
- Медаль За трудовую доблесть (04.05.1954)